# Anna Johansdotter Norbäck
Anna Johansdotter Norbäck, även kallad Mor Anna eller Annamora, född 1804, död 1879, var ledare för den religiösa väckelserörelsen Annaniterna, som fick sitt namn efter henne. De kallade sig själva Evangelisk-lutherska frikyrkan. Rörelsen grundades i Ångermanland på 1830-talet och bröt sig 1854 ur svenska kyrkan.

## Biografi
Anna föddes i Norrvästansjö by i Själevads församling som dotter till båtsmannen Johan Norbäck. Hemmet var fattigt och hon började arbeta som piga efter avslutad skolgång och konfirmation vid 14 års ålder. Innan hon fyllde 30 år tycks hon ha genomgått en väckelse och började därefter öppet kritisera statskyrkan för dess förkunnelse grundad på de så kallade nyböckerna, den år 1810 reviderade katekesen, 1811 års kyrkohandbok och 1819 års psalmbok.
År 1838 gifte Anna sig med torparen Kristoffer Kristoffersson och de bosatte sig i Nordanås by varifrån hon sedan företog sina kallelseresor. Paret förblev barnlöst.
År 1877 drabbades Mor Anna av ett slaganfall som nästan berövade henne talförmågan och den 3 januari 1879 avled hon.
Mor Anna uppges ha varit en storväxt grovlemmad kvinna, som i sin lära var bokstavstrogen bibeln och Luthers skrifter, särskilt postillan, när hon med kraftig välklingande röst ledde församlingens gudstjänster. Mot meningsmotståndare var hon hätsk. Hon var auktoritär och detaljstyrde sin församling med sträng tukt och ordning, vilket även inkluderade medlemmarnas privata angelägenheter så som godkännande av val av äktenskapspartner. Hon anges ha varit en dålig barnpsykolog och barn och ungdom var så gott som portförbjudna under helgdagsdygnen och fick inte visa sig tillsammans med sina kamrater och jämnåriga. Hon engagerade sig inte heller för församlingens skola. Detta ledde till att återväxten i församlingen var dålig och den har karaktäriserats som en engenerationsförsamling, vars medlemsantal snabbt minskade efter hennes död.